# Acacia pyrifolia
Acacia pyrifolia é uma espécie de leguminosa do gênero Acacia, pertencente à família Fabaceae.